# 达尔沙伊德
达尔沙伊德是德国莱茵兰-普法尔茨州的一个市镇。总面积5.80平方公里，总人口821人，其中男性386人，女性435人（2011年12月31日），人口密度142人/平方公里。